# Аради
Ара́ди (Араде; в низовье также — Портима́н, Си́лвиш; порт. Rio Arade) — река в Алгарви на юге Португалии.
Длина реки составляет 75,1 км. Площадь водосборного бассейна — 980 км²
Берет свои истоки на высоте 481 м над уровнем моря в горах Серра-де-Калдейран. Протекает по территории муниципалитетов Лоле, Силвиш, Портиман и Лагоа в округе Фару. Впадает в Атлантический океан, образуя эстуарий возле города Портиман.
На берегах реки расположены города Портиман, Силвиш, посёлок Феррагуду.
Притоки Аради:
- Рибейра-ду-Аради;
- Бойна;
- Оделока[5].